# Iveta Radičová

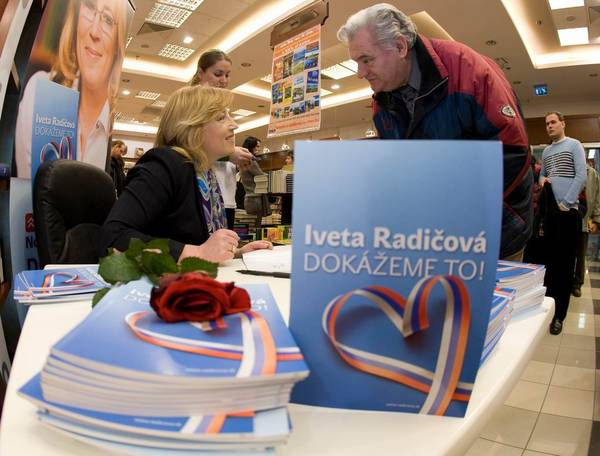
Iveta Radičová w czasie kampanii prezydenckiej w marcu 2009

Iveta Radičová z domu Karafiátová (ur. 7 grudnia 1956 w Bratysławie) – słowacka socjolog, polityk, minister pracy w latach 2005–2006, wiceprzewodnicząca SDKÚ-DS, kandydatka w wyborach prezydenckich w 2009, premier Słowacji od 8 lipca 2010 do 4 kwietnia 2012.

## Życiorys

### Wykształcenie i działalność zawodowa
Dzieciństwo i młodość spędziła w Bratysławie. W latach 1975–1979 odbyła studia wyższe z socjologii na Wydziale Filozoficznym Uniwersytetu Komeńskiego w Bratysławie. W 1981 uzyskała tytuł philosophiae doctor, 1986 – stopień naukowy philosophiae doctor (obroniła pracę doktorską w Słowackiej Akademii Nauk), habilitowała się w 1997 (docent). W 1990 kształciła się na Uniwersytecie Oksfordzkim. W 2005 została profesorem na Uniwersytecie Komeńskiego.
Od 1979 do 1989 pracowała w instytucie socjologii Słowackiej Akademii Nauk. W latach 1990–1993 wykładała socjologię, a następnie w latach 1997–2005 nauki polityczne na Uniwersytecie Komeńskiego. Od 1993 do 1997 pełniła funkcję zastępcy dyrektora Academia Istropolitana (instytutu kształcenia ustawicznego w Bratysławie). Od 2005 do 2007 stała na czele wydziału socjologii na Uniwersytecie Konstantyna Filozofa w Nitrze. W latach 1992–2005 była dyrektorem wykonawczym fundacji SPACE. Wykładała na uniwersytetach w Stanach Zjednoczonych, Wielkiej Brytanii, Szwecji, Finlandii i Austrii. Była także ekspertem Komisji Europejskiej do spraw polityki społecznej.

### Działalność polityczna

#### Działalność do 2010
W okresie 1990–1992 była członkinią ruchu Społeczeństwo Przeciwko Przemocy. Od 15 października 2005 do 4 lipca 2006 zajmowała stanowisko ministra pracy, spraw socjalnych i rodziny w rządzie Mikuláša Dzurindy.
W 2006 wstąpiła do Słowackiej Unii Chrześcijańskiej i Demokratycznej – Partii Demokratycznej (SDKÚ-DS). 4 lipca 2006 weszła w skład słowackiej Rady Narodowej z listy chrześcijańskich demokratów. Została wiceprzewodniczącą Komisji Spraw Społecznych i Mieszkalnictwa.
Wystartowała w wyborach prezydenckich w 2009. Otrzymała poparcie SDKÚ-DS, Partii Koalicji Węgierskiej oraz Ruchu Chrześcijańsko-Demokratycznego, partii Wolność i Solidarność oraz Obywatelskiej Partii Konserwatywnej. W pierwszej turze wyborów 21 marca 2009 zajęła drugie miejsce, uzyskując 38,05% głosów. W drugiej turze 5 kwietnia 2009 przegrała rywalizację z urzędującym prezydentem Ivanem Gašparovičem, zdobywając 44,46% głosów.
Kilkanaście dni później zrezygnowała z mandatu poselskiego, gdy ujawniono, że zagłosowała w parlamencie za nieobecną Tatianę Rosovą.

#### Premier Słowacji
Przed wyborami parlamentarnymi w 2010 została mianowana przez SDKÚ-DS kandydatką tej partii do urzędu premiera. W wyborach z 12 czerwca 2010 cztery partie opozycyjne wobec rządu Roberta Ficy uzyskały większość w parlamencie, a sama Iveta Radičová odnowiła mandat poselski. W wyniku porozumienia między partiami została wyznaczona na funkcję premiera nowego koalicyjnego rządu.
23 czerwca 2010, po nieudanej próbie utworzenia rządu przez dotychczasowego premiera Roberta Ficy, prezydent Ivan Gašparovič desygnował ją na stanowisko premiera Słowacji i powierzył misję sformowania gabinetu do czasu pierwszego posiedzenia nowo wybranego parlamentu, tj. do dnia 8 lipca 2010. 6 lipca 2010 cztery partie SDKÚ-DS, SaS, KDH i Most-Híd podpisały porozumienie koalicyjne; SDKÚ-DS przypadło 5 stanowisk w gabinecie (w tym stanowisko premiera), SaS – 4 stanowiska, a KDH i Most-Hid objęły po 3 stanowiska ministrów.
8 lipca 2010 została zaprzysiężona przez prezydenta Ivana Gašparoviča na urząd premiera, wcześniej dymisję złożył premier Robert Fico. Została pierwszą kobietą pełniącą ten urząd. 9 lipca 2010 doszło do zaprzysiężenia jej gabinetu. 10 sierpnia 2010 Rada Narodowa 79 głosami za (na 150) udzieliła wotum zaufania dla jej gabinetu. 11 października 2011 parlament słowacki nie przegłosował planu reformy Europejskiego Funduszu Stabilizacji Finansowej, a tym samym nie wyraził wobec jej rządu wotum zaufania (na skutek przejścia partii Wolność i Solidarność do opozycji).
W rezultacie w marcu 2012 w kraju odbyły się przedterminowe wybory parlamentarne, w wyniku których absolutną większość mandatów w parlamencie zdobył opozycyjny SMER. Iveta Radičová nie ubiegała się o mandat deputowanej. 4 kwietnia 2012 na stanowisku premiera zastąpił ją Robert Fico. Powróciła do działalności dydaktycznej.

## Życie prywatne
Jej matka była Polką pochodzącą ze wsi Ropica na Zaolziu.
Od 2005 jest wdową. Jej mężem był Stano Radič, scenarzysta i aktor komediowy, z którym ma córkę Evę. Następnie była związana z tenisistą Jánem Riapošem.

## Wybrane publikacje
Jest autorką publikacji z zakresu socjologii, polityki rodzinnej, opieki nad dziećmi, sytuacji mniejszości narodowych i grup wykluczonych z życia społecznego. Wybrane publikacje:
- Sociální politika v Čechách a na Slovensku po roce 1989 (współautor Martin Potůček), 1998,
- Sociálna politika na Slovensku, 1998,
- Zdravie, práca, dôchodok (współautorzy Helena Woleková, Juraj Nemec), 1999,
- Hic Sunt Romales, 2001,
- Chudoba Rómov a sociálna starostlivosť o nich v Slovenskej republike, 2002,
- S.O.S. – Sociálna ochrana na Slovensku, 2003.